# Mugronera (bijuteria)

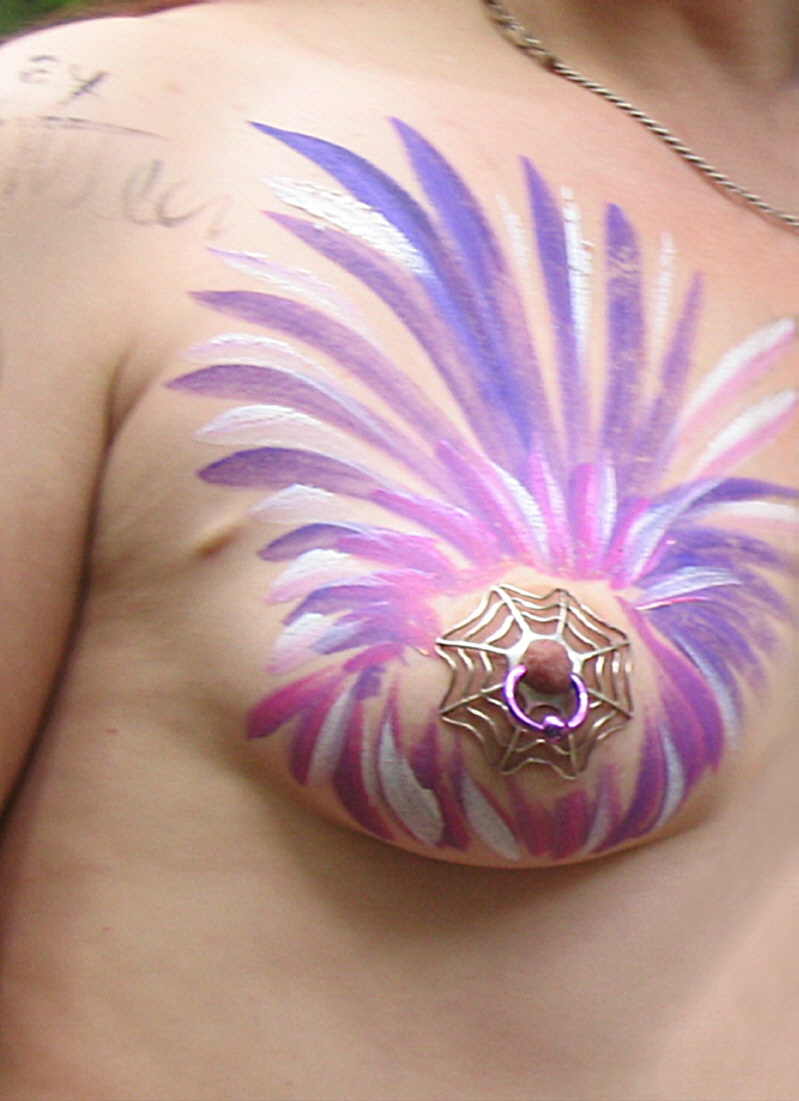
Dona amb una mugronera i pintura corporal en la seva mamella

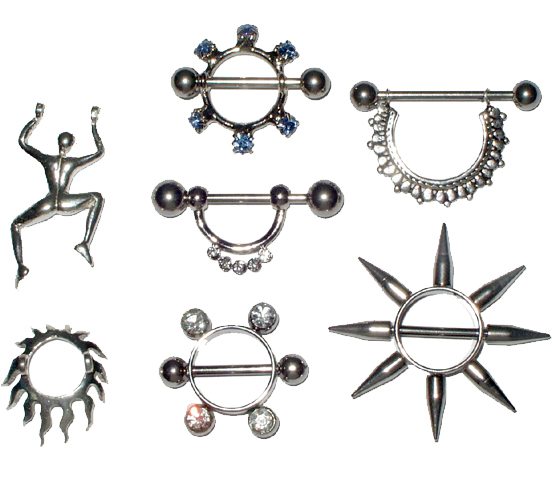
Joies per a mugró, incloent mugroneres

Una mugronera o protector de mugró és una peça corporal de joieria o bijuteria que s'usa en el mugró, que cobreix parcialment o totalment l'arèola. El protector envolta el mugró, i pot ser enganxat per diversos mitjans, entre ells la succió, la fricció i l'acció d'adhesius, però més sovint es manté en el seu lloc per una perforació del mugró.
En general, la intenció primària de la mugronera és aixecar, ressaltar i ornamentar del mugró, així com a tota la mamella, de la mateixa forma que ho fan altres peces de joieria en altres parts del cos.
Un protector, en particular del tipus conegut com a «pètal de mama», també es pot usar per suavitzar la transició entre el mugró i la mamella, per tal de dissimular la protuberància característica i presentar un perfil més suau sobre el vestit. Com el pètal de mama cobreix tot el mugró i l'arèola, es pot considerat millor que un pasty, una peça dissenyada per fer això.
Al 2004, es va mostrar accidentalment una mugronera per la televisió als Estats Units i a tot el món, com a part d'una falla del vestuari de Janet Jackson durant l'espectacle de la mitja part de la Super Bowl XXXVIII, provocant l'escàndol del nipplegate.